# Маркевич Ігор Борисович
Ігор Борисович Маркевич (Маркович) (фр. Igor Markevitch; 27 липня 1912, Київ — 7 березня 1983, Антіб) — французький диригент і композитор українського походження, брат віолончеліста Дмитра Маркевича, батько диригента Олега Каетані, праправнук Миколи Маркевича.

## Біографія
У двохрічному віці був вивезений батьками в Париж, потім родина влаштувалася в Швейцарії. Перші уроки музики отримав від батька-піаніста, з раннього віку почав писати музику. У тринадцятирічному віці Маркевич виконав свою фортепіанну сюїту «Весілля» в присутності Альфреда Корто, який взявся його навчати і допоміг опублікувати твір. Через два роки Маркевич поступив в Нормальну школу музики в Парижі, де навчався у Корто як піаніст і у Наді Буланже як композитор. В 1929 році молодий музикант був представлений Сергію Дягілєву, якому зіграв фрагмент з твору, над яким у той час працював — симфонієти. Дягілєв схвалив музику і замовив Маркевичу фортепіанний концерт і музику до балету. Концерт був написаний у тому ж році і виконаний на відкритті Дягілєвських сезонів в театрі «Ковент-Ґарден» (партію солюючого фортепіано грав сам Маркевич), однак балетний проєкт здійснений не був через смерть Дягілєва.
В 1930 році в Парижі з успіхом виконується кантата Маркевича, в якій він використовував матеріал незакінченого балету, а ще через рік не менший успіх має його кончерто ґроссо. Музика Маркевича привертає увагу Жана Кокто, Даріуса Мійо, Роже Дезорм'єра, видавництво Schott пропонує йому контракт на видання його творів. Разом з Сержем Лифарем Маркевич працює над двома балетами — «Ребус» і «Політ Ікара», і, попри те, що вони так і не були поставлені, музика обох була виконана на концерті. «Політ Ікара», виконаний в 1933 році під кеівництвом Дезорм'єра, справив сенсацію в музичному світі. Незвичайний композиторський почерк, введення нових оркестрових фарб (зокрема, застосування чвертьтонових інтервалів) змусили говорити про Маркевича як про одну із значних фігур європейського музичного модерну. Критики називали його «Ігорем Другим» (під Першим маючи на увазі Стравінського), Бела Барток говорив про вплив музики Маркевича на свої твори.
Після декількох років життя в Парижі Маркевич поїхав до Швейцарії і в квітні 1935 році одружився з Кірою Ніжинською, дочкою знаменитого танцівника дягілевської трупи. У них народився син Вацлав. Проте цей шлюб виявився нетривалим, досить скоро він одружився вдруге — на італійській княгині Топазії Каетані (1921—1990) зі старовинного італійського роду, який сходить в XIV століття до папи Боніфація VIII. Як і багато інших композиторів в 1930-ті роки, він виступав диригентом та піаністом. Диригуванням він раніше займався приватним чином у П'єра Монте, успішно керував голландською прем'єрою «Ребуса» і першим виконанням своєї ораторії «Загублений рай» в Лондоні в 1935 році (замінивши захворілого Германа Шерхена, який повинен був стояти за пультом). Як піаніст в ці роки Маркевич вдосконалюється у Альфредо Казелли, і його творчість згодом матиме суттєвий вплив на розвиток не тільки піаністічного, але й композиторського мистецтва Маркевича. Він зближається з італійським музичним авангардом і бере участь у фестивалях «Музичного травня», а незадовго до початку війни переїжджає у Флоренцію. У 1943 році він пише нову редакцію «Падіння Ікара», з якої прибрані всі модерністські елементи, і в той же рік стає активним учасником італійського Руху Опору (пізніше йому буде присуджена золота медаль «Партизан Північної Італії»).
У 1946 році Маркевич бере італійське громадянство, і з тих пір живе то у Флоренції, то в своєму швейцарському замку, займаючись окрім музики, ще й літературою (одна з написаних ним книг називається «Made in Italy»). В цей час він майже полишає композиторську і переключається на диригентську діяльність. Він багато гастролює як запрошений диригент (у 1955 дебютував в США з Бостонський симфонічним оркестром), стає головним диригентом симфонічних оркестрів Стокгольма (1952—1955), Монреаля (1955—1960), філармонічного оркестру Гавани (1957—1958), оркестру Ламурьо́ в Парижі (1957−1961). У 1960 вперше відвідав з гастролями СРСР. З 1948 року Маркевич дає майстер-класи по всьому світу, в тому числі в Моцартівському університеті Моцартеум (Зальцбург), у 1963 році проводить семінар з диригування у Московській консерваторії. Він вперше записав ряд творів сучасних композиторів — Лілі Буланже, Луїджі Даллапіколи, Даріуса Мійо, Фредеріка Момпу, а також цикл з усіх симфоній Чайковського з Лондонським симфонічним оркестром. У 1963 році здійснив гастрольний тур з македонським філармонічним оркестром, покликаним допомогти постраждалим від землетрусу. У 1970-ті роки він почав роботу над новою редакцією симфоній Бетховена і над автобіографією.
Протягом довгого часу Маркевич уникав виконання своєї музики, але коли в 1978 отримав пропозицію від брюссельської філармонії продиригувати «Загублений раєм», погодився. Концерт мав великий успіх, і, натхненний позитивними відгуками критики, Маркевич вирішив відродити власні твори і заново їх опублікувати. У його планах також була організація міжнародних диригентських майстер-курсів та фестивалів. У 1982 році він знову відвідав з концертами СРСР, і найбільш захоплений прийом отримав у рідному Києві. Через рік Маркевич помер від інфаркту, залишивши плани нездійсненними.

## Можлива участь у терористичній діяльності
Італійськими правоохоронними органами було розсекречено деякі матеріали, що стосуються Ігоря Маркевича. Існують факти, що свідчать про його активну допомогу ліворадикальним екстремістським терористичним організаціям, що мали назву «Червоні бригади». Вони проводили активну терористичну діяльність в Італії, пік якої припав на 1970-ті рр. Загальне число їхніх жертв становить 311 осіб. Апофеозом їхньої діяльності стало викрадення 1978 року і вбивство після імпровізованого показового «процесу» прем'єр-міністра Італії Альдо Моро. Це викрадення стало найбільшою трагедією у новітній історії Італії. За свідченнями одного з терористів, Ігор Маркевич брав безпосередню участь у допитах прем'єрміністра, і, можливо, віддав наказ про його страту. Ще більші підозри викликає те, що за життя композитор не приховував своїх ліворадикальних політичних поглядів.

## Основні твори

### Вокальні твори
- Кантата для сопрано, чоловічого хору й оркестру (1929—1930)
- Псалом для сопрано та малого оркестру (1933)
- «Загублений рай», ораторія на власний текст для сопрано, мецо-сопрано, змішаного хору й оркестру (1933—1935)
- «Лоренцо Чудовий» для сопрано та оркестру (1940);

### Оркестр
- Симфонієта F-dur (1928—1929);
- Концерт для фортепіано з оркестром (1929);
- Кончерто ґроссо (1930);
- Партита для фортепіано і малого оркестру (1931);
- Сюїта з балету «Ребус» (1931);
- Сюїта з балету «Падіння Ікара» для двох фортепіано та ударних (1932; друга оркестрова редакція — 1943);
- «Гімни» для малого оркестру (1936);
- Маленька сюїта за мотивами Шумана для малого оркестру (1933);
- «Пісня кохання» (1936);
- «Новий вік» (1937);
- «Голубий Дунай» (1944, за І. Штрауса);

### Камерні твори
- «Весілля» для фортепіано (1929)
- Серенада для скрипки, кларнета і фагота (1931)
- Галоп для камерного ансамблю (1932)
- «Стефан-поет» для фортепіано (1939—1940)
- Варіації, фуга і послання на тему Генделя для фортепіано (1941)
- Оркестровки творів Мусоргського (пісні), Глінки (Увертюра на російські теми), Баха («Музичне приношення»)
- Нова редакція симфоній Бетховена (1982)

## Деякі літературні твори
- «Введення в музику» (Париж, 1940)
- «Зроблено в Італії» (Лондон, 1949)
- «Органний пункт» (Париж, 1959)
- «Être et avoir été» (Париж, 1980)
- «Заповіт Ікара» (Париж, 1984)
- Статті в книгах і журналах